# Cahit Sıtkı Tarancı

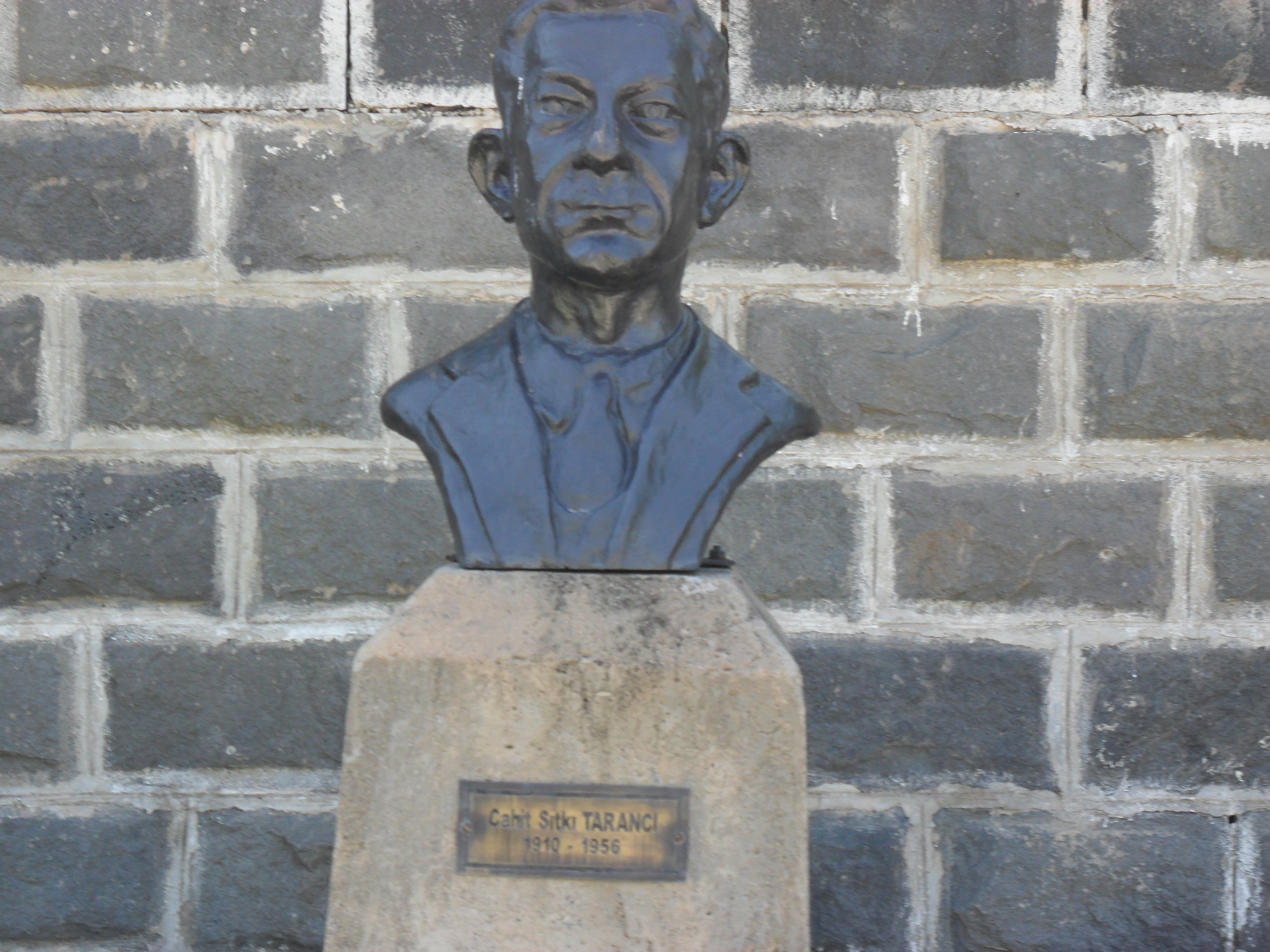
Denkmal Cahit Sıtkı Tarancıs in seinem Geburtsort

Cahit Sıtkı Tarancı (anhörenⓘ; * 4. Oktober 1910 in Diyarbakır; † 13. Oktober 1956 in Wien) war ein türkischer Dichter.

## Leben
Nach dem Abitur ging Tarancı zunächst an die Verwaltungshochschule Istanbul und studierte dann Staatswissenschaften in Paris; bedingt durch den Zweiten Weltkrieg konnte er sein Studium jedoch nicht abschließen. Er wurde zum Militärdienst einberufen, den er von 1941 bis 1943 ableistete. Ab 1944 arbeitete er in Ankara für den türkischen Staat als Übersetzer. Schon in jungen Jahren veröffentlichte er erste Gedichte; Prosatexte schrieb er seltener.
In seinen vierziger Jahren erkrankte er schwer, war bald gelähmt und konnte auch durch ausländische Ärzte nicht gerettet werden. Er starb 1956 in einem Wiener Hospital.

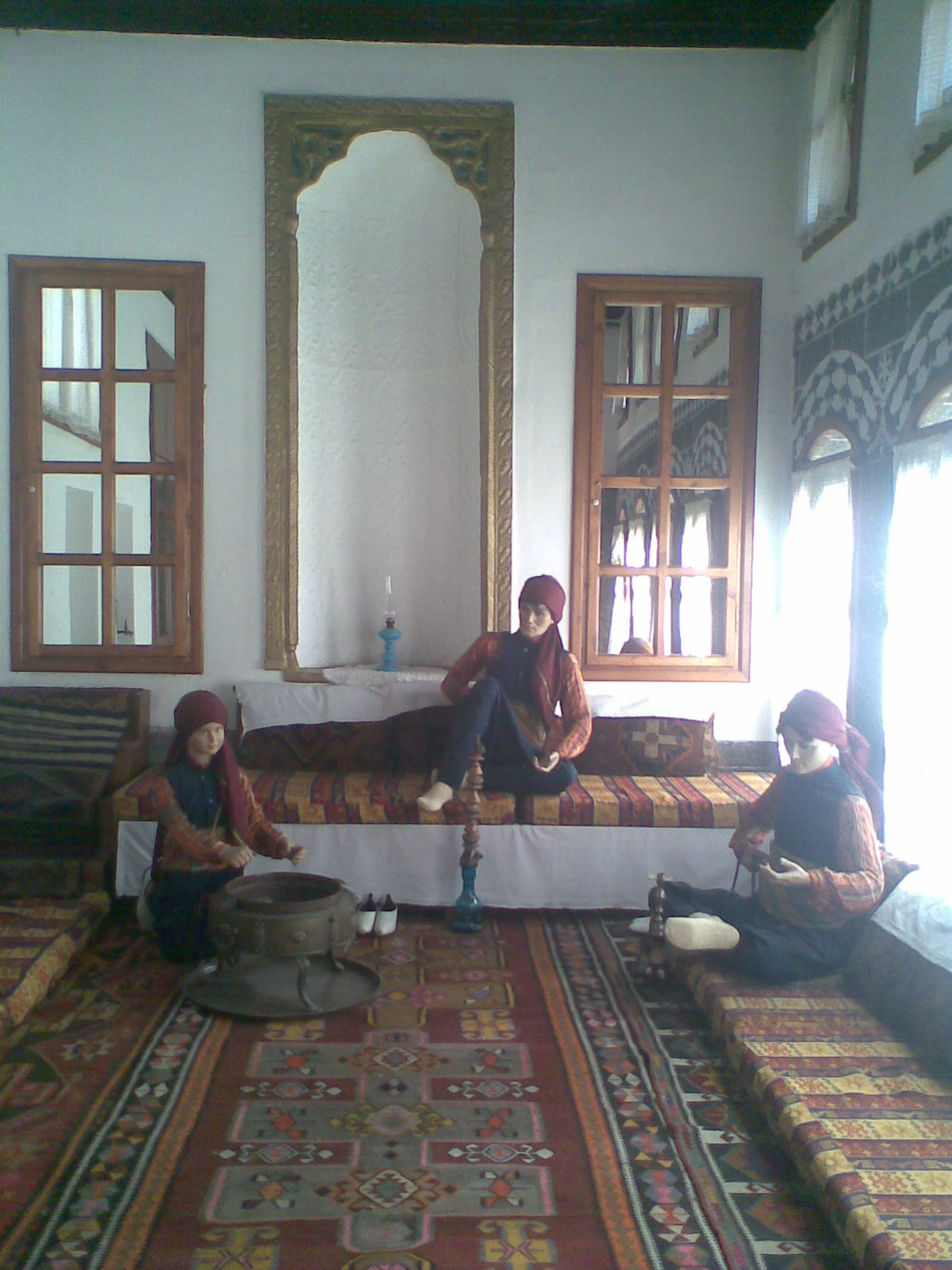
Raum im Cahit Sıtkı Tarancı-Museum

## Wirkung
Tarancı wird zu den wichtigsten türkischen Lyrikern seiner Zeit gezählt. Er gilt als Wegbereiter der aktuellen „Neuen Dichtung“ in der Türkei. Gero von Wilperts Lexikon der Weltliteratur hebt die Formbewusstheit seiner Werke hervor, die aus der lebendigen Sprache gespeist seien.
In Diyarbakır erinnert ein Museum an Tarancı, das in seinem Geburtshaus eingerichtet wurde.

## Werke (Auswahl)

### Lyrik
- Ömrümde Sükut (1933)
- Otuz Beş Yaş (1946)
- Düşten Güzel (1952)
- Sonrası (1957)

### Prosa
- Ziya'ya Mektuplar (1957)